# Aidia kinabaluensis
Aidia kinabaluensis är en måreväxtart som beskrevs av Colin Ernest Ridsdale. Aidia kinabaluensis ingår i släktet Aidia och familjen måreväxter. Inga underarter finns listade i Catalogue of Life.